# Pastinachus
Pastinachus – rodzaj ryb chrzęstnoszkieletowych z podrodziny Hypolophinae w obrębie rodziny ogończowatych (Dasyatidae).

## Rozmieszczenie geograficzne
Do rodzaju należą gatunki występujące w wodach Oceanu Indyjskiego i zachodniego Oceanu Spokojnego.

## Morfologia
Długość ciała do 200 cm.

## Systematyka
Rodzaj zdefiniował w 1829 roku niemiecki przyrodnik Eduard Rüppell w rozdziale dotyczącym ryb w publikacji własnego autorstwa poświęconej odkryciom zoologicznym podczas podróży po Afryce Północnej. Gatunkiem typowym jest (późniejsze oznaczenie) R. sephen.

### Etymologia
- Pastinachus: łac. pastinaca ‘pasternak’, od pastinum ‘widły ogrodowe’; prawdopodobnie w aluzji do ogona, który przypomina korzeń pasternaku pod względem koloru, zaokrąglenia i długości[7].
- Hypolophus: gr. ὑψι hupsi ‘na wysokości, wysoko’[8]; λοφος lophos ‘grzebień, czub’[9]. Gatunek typowy (późniejsze oznaczenie (także monotypowe)): Raja sephen Fabricius, 1775[10].

### Podział systematyczny
Do rodzaju należą następujące występujące współcześnie gatunki:
- Pastinachus ater (Macleay, 1883)
- Pastinachus gracilicaudus Last & Manjaji-Matsumoto, 2010
- Pastinachus sephen (Fabricius, 1775)
- Pastinachus solocirostris Last, Manjaji & Yearsley, 2005
- Pastinachus stellurostris Last, Fahmi & Naylor, 2010

Opisano również gatunek wymarły z eocenu Afryki:
- Pastinachus kebarensis Adnet, Mouana, Charruault, Essid, Ammar, Marzougui, Merzeraud, Tabuce, Vianey-Liaud & Marivaux, 2018